# Liptauer

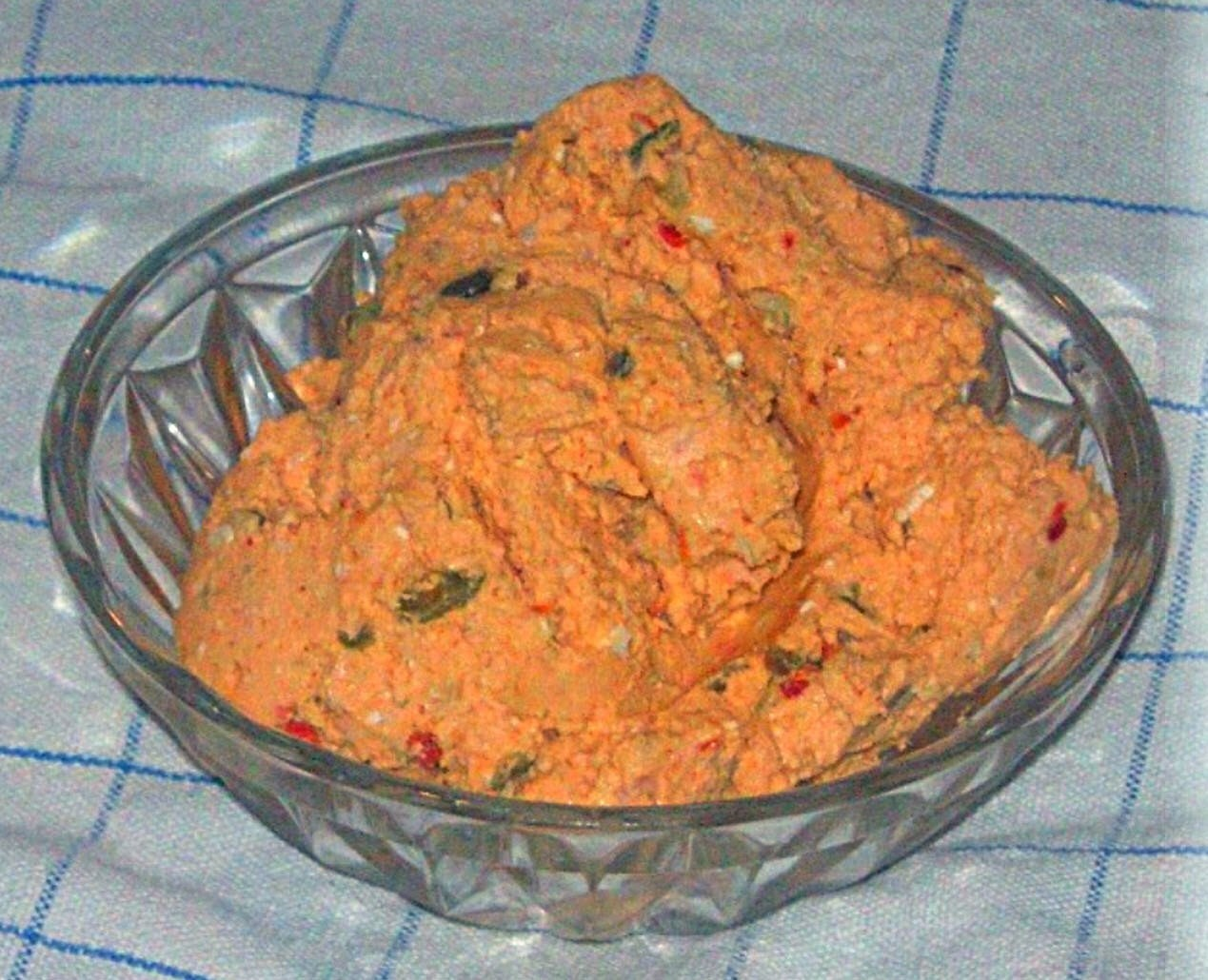
Una pasta Liptauer.

Liptauer o Queso Liptov es una especie de crema de queso especiada empleada en las cocinas eslovaca y austriaca. Su nombre proviene del alemán que es un topónimo de la región de Liptov (Liptau en alemán), en la actualidad una parte de Eslovaquia. En Austria, se consume como una especie de tapa tradicional que se puede conseguir en los Heuriger. En Italia el queso se hace bajo este nombre, y también como Spuma di formaggio all'ungherese (crema batida de queso al estilo húngaro), en la provincia de Trieste.

## Composición
Liptauer está hecho de bryndza (brimsen) que es un queso eslovaco de leche de oveja (A veces se emplea como substituto el Topfen/Quark). El queso está compuesto por partes iguales de mantequilla batidos con sal, pimienta, pimentón, comino,  cebolletas (finamente picado) y añadido a la crema de queso. Algunas recetas incluyen cebollinos muy finamente picado.

## Servir
El Liptauer es muy fácil de servir ya que basta con untarlo sobre una rebanada de pan o ser usado como salsa para mojar. Se puede ver en los Heuriger austriacos y en los desayunos eslovacos tradicionales.